# Ad Catholici Sacerdotii

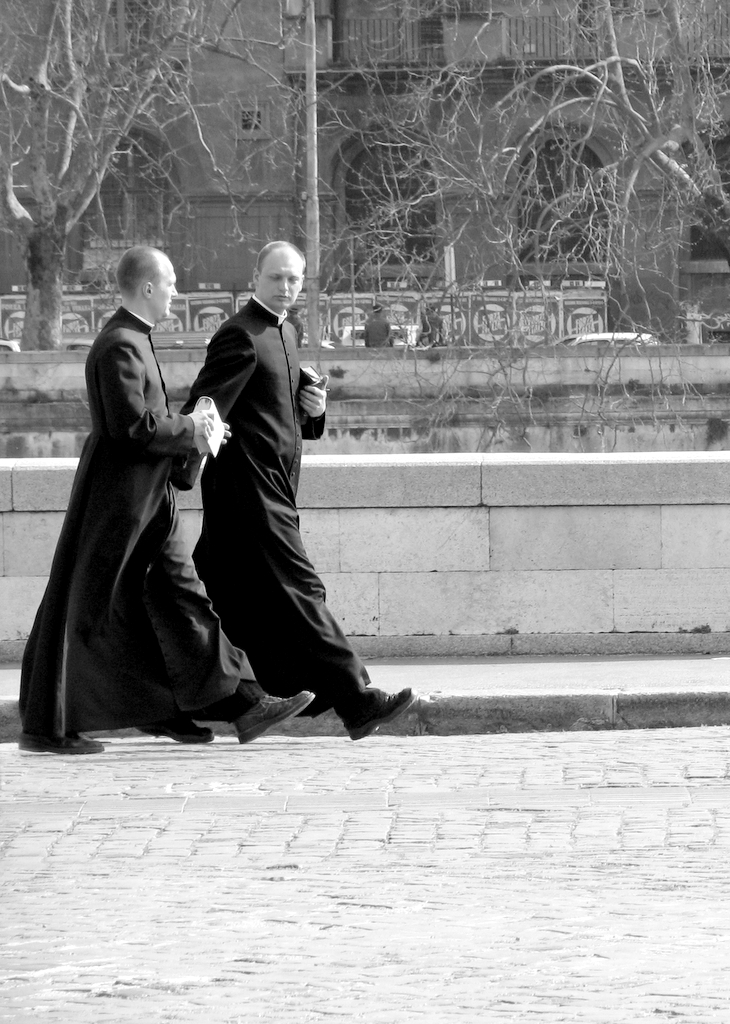
Katholieke priesters in Rome

Ad Catholici Sacerdotii (Latijn voor Over het katholieke priesterschap) was een encycliek uitgevaardigd door paus Pius XI op 20 december 1935, waarin de rol van de priester binnen de Rooms-Katholieke Kerk centraal stond.
Al in verschillende apostolische brieven, constituties en encyclieken had Pius XI de aandacht gevraagd voor het priesterschap. Een priester was – in de woorden van de paus - de hoop voor de kerk die door hun “roeping en goddelijke opdracht de belangrijkste apostel en onvermoeibare bevorderaar van de christelijke opvoeding van de jeugd was”. Ter bevordering van het priesterschap had Pius opdracht gegeven nieuwe seminaries op te richten en had aan bestaande seminaries toezeggingen gedaan (geld en personeel) zodat deze beter konden functioneren. Ook was er aandacht besteed aan de verbetering van de studies op de seminaries.
Pius XI ging verder in op de rol die de priester speelde in het leven van een goed christen. Door zijn opgedragen taken begeleidde hij een ieder vanaf de doop. Tijdens het leven was hij in staat mensen te bemoedigen en hen eventueel te vergeven voor begane zonden. In de uren voor de dood was de priester in staat mensen kracht te geven, en na de dood begeleidde hij hen naar hun laatste rustplaats. “Daardoor begeleidt de priester de christen op zijn pelgrimstocht van dit leven naar de Hemelpoort”.
Dat de priester een belangrijk symbool was voor de maatschappij werd ook bewezen door de wijze waarop tegenstanders van de kerk hun aanvallen richtten tegen hen. Hiervan waren in de moderne tijd genoeg voorbeelden te noemen, maar Pius XI verwees in de encycliek specifiek naar de situatie in Mexico. Hoewel de paus er zich van bewust was dat er zich onder de priesters ook personen bevonden, die het ambt onwaardig waren, was de overgrote meerderheid zich van haar missie bewust en was zelfs bereid haar leven voor het hoger doel te geven.
Om het ambt in alle waardigheid uit te dragen werden er aan het priesterschap wel voorwaarden gesteld. Kuisheid gold daarbij als een van de belangrijkste. Was in sommige oosterse kerken het celibaat niet een verplichting voor haar geestelijken –iets wat Pius niet veroordeelde- toch waren de hoge geestelijken binnen die kerkgemeenschap overtuigd van de betekenis van het celibataire leven en hadden zij hun leven daarop ingericht.
Als andere voorwaarde aan het priesterschap werd het niet willen nastreven van persoonlijk gewin gesteld. Primaire taak van de priester was het bijstaan van gelovigen, niet het verkrijgen van rijkdom.
Ook moest de priester open blijven staan voor het leren. Ondanks zijn drukke bestaan moest hij volharden in het volgen van theologische studies. Belangrijk daarbij was ook dat er nieuwe priesters opgeleid moesten worden, te meer omdat de roep naar hen in de ogen van de paus alleen maar groeide. Hiervoor moesten de ogen geopend worden van ouders die vaak afkerig stonden tegen hen idee dat een van hun kinderen besloot toe te treden tot een kerkelijk ambt.
Als dank voor alle inspanningen van de priesters en als eerbetoon aan het priesterschap werd door Pius XI een votiefmis in het leven geroepen ter ere van Jezus Christus, Hoogste en Eeuwige Priester (De summo et aeterno Iesu Christi Sacerdotio).